# Iceland Review
Iceland Review è la più antica rivista in lingua inglese sull'Islanda. Essa pubblica reportage sulla società islandese, la politica, la cultura pop, la musica, l'arte, la letteratura e le attualità, così come interviste con importanti persone islandesi, articoli di viaggio sull'Islanda e saggi fotografici. Quasi tutte le fotografie nella rivista sono attribuite a Páll Stefánsson, direttore artistico e vice-direttore della rivista. Iceland Review viene pubblicata quattro volte l'anno.